# Ібрагімов Мірзаолім Ібрагімович
Мірзаолім Ібрагімович Ібрагімов (10 травня 1928, кишлак Заркент Янгікурганського району Ферганського округу, тепер Узбекистан — 21 вересня 2014, місто Ташкент, Узбекистан) — радянський узбецький державний діяч, 1-й секретар ЦК ЛКСМ Узбекистану, голова Президії Верховної ради Узбецької РСР, голова Верховної ради Узбецької РСР. Депутат Верховної Ради Узбецької РСР. Депутат Верховної Ради СРСР 6-го та 9-го скликань. Народний депутат СРСР (1989—1991).

## Життєпис
Народився в селянській родині Ібрагіма та Агахон Бекназарових.
У 1943—1949 роках — технічний секретар, вчитель школи в Янгікурганському районі Наманганської області.
Член ВКП(б) з 1948 року.
У 1949—1952 роках — 1-й секретар Янгікурганського районного комітету ЛКСМ Узбекистану Наманганської області; 1-й секретар Наманганського обласного комітету ЛКСМ Узбекистану.
У 1951 році закінчив Ферганський державний педагогічний інститут.
У 1952 — квітні 1958 року — секретар ЦК ЛКСМ Узбекистану.
У квітні 1958 — лютому 1963 року — 1-й секретар ЦК ЛКСМ Узбекистану.
У січні 1963 — грудні 1964 року — 2-й секретар Ферганського сільського обласного комітету КП Узбекистану.
У грудні 1964 — 1968 року — голова виконавчого комітету Ферганської обласної ради депутатів трудящих.
У 1968 — 29 березня 1973 року — міністр бавовноочисної промисловості Узбецької РСР.
У 1972 році закінчив Ташкентський інститут народного господарства.
17 лютого 1973 — 10 січня 1976 року — 1-й секретар Наманганського обласного комітету КП Узбекистану.
У 1976 — 17 листопада 1988 року — голова Державного комітету Узбецької РСР з фізичної культури та спорту.
У листопаді 1988 — березні 1989 року — постійний представник Ради міністрів Узбецької РСР при Раді міністрів СРСР.
6 березня 1989 — 24 березня 1990 року — голова Президії Верховної ради Узбецької РСР.
26 березня 1990 — 12 червня 1991 року — голова Верховної ради Узбецької РСР. Звільнений з посади «за станом здоров'я».
Помер 21 вересня 2014 в Ташкенті.

## Нагороди
- орден Леніна
- орден Жовтневої Революції
- два ордени Трудового Червоного Прапора
- орден Дружби народів
- орден «Знак Пошани»
- медалі